# Abutilon glabriflorum
Abutilon glabriflorum är en malvaväxtart som beskrevs av Bénédict Pierre Georges Hochreutiner. Abutilon glabriflorum ingår i släktet klockmalvor, och familjen malvaväxter. Inga underarter finns listade i Catalogue of Life.